# Drvenasta kultura kratkih ophodnja
Drvenasta kultura kratkih ophodnja (KKO) je intenzivni nasad brzorastućih vrsta drveća koje se uzgajaju na poljoprivrednom ili šumskom zemljištu u kratkom razdoblju. Razdoblje smije biti od dvije do najdulje osam godina između dviju sječa. Ove kulture sadi se radi ostvarenja visokog prinosa biomase radi energijskih potreba.
Za ove kulture spadaju pogodne su brzorastuće vrste drveća poput različitih vrsta topola i vrba. Pogodne su također crnajoha, jasen, breza,  bagrem, kesten i grab. Za osnovati nasade može poslužiti i neke vrste nedrvenastog bilja koje imaju istu upotrebnu funkciju poput trava kao što je Miscanthus i slične. Hrvatska je Vlada prihvatila konačni prijedlog zakona o drvenastim kulturama u siječnju 2018. godine. Zakon je usvojen radi proizvodnje biomase, obnovljivog i ekološki prihvatljivog energenta. Time se Hrvatska približava ispunjenju Strategije Europa 2010. gdje je određeno 20% energije crpiti iz obnovljivih izvora, u čemu biomasa igra ključnu ulogu zbog čega se očekuje veliki porast potražnje za drvom kao energentom za grijanje i za proizvodnju električne energije. Otvara se i mogućnost tržišta za tehnički potencijal ovih kultura. Zakonodavci su produljili najduže razdoblje uzgoja nasada na poljodjelskom zemljištu sa 16 na 20 godina i uveli mogućnost produžiti taj rok, postoje li uvjeti za to. Dana je mogućnost staviti u funkciju zakorovljeno i obraslo ostalo obradivo poljoprivredno zemljište kategorije P3, šumsko zemljište na kojem nije planirano podići nasade šume i ostalo poljoprivredno zemljište kategorizirano kao zemljište PŠ - neplodna zemljišta koja nisu pogodna za proizvodnju hrane. Rješenje omogućuje povećanje korištenja poljodjelskog zemljišta, porast udjela korištenja obnovljivih izvora i dodatni izvor prihoda stanovništvu ruralnih područja i poljodjelskim proizvođačima.
Površine zasađene s KKO u Hrvatskoj su prihvatljive za izravna plaćanja u poljoprivredi. Ako se nisu gnojene umjetnim gnojivima niti tretirana sredstvima za zaštitu bilja, koriste se i za zelena plaćanja.